# Super Rádio
Super Rádio é uma emissora de rádio brasileira sediada em São Paulo, capital do estado homônimo. Opera no dial AM 1150 kHze FM 80,7 MHze concessionada em São Caetano do Sul, ela pertence à Rede Mundial de Comunicações, tendo uma programação popular e jornalística. Seus estúdios e transmissor de FM estão localizados no Edifício The Central Park, no Espigão da Paulista, onde funcionam os demais veículos da Rede Mundial, e seus transmissores de AM estão no Parque do Trote na Vila Guilherme.

## Histórico
A emissora foi fundada em 28 de julho de 1958 como Rádio Cacique, sediada no município de São Caetano do Sul, no ABC Paulista. O evento de inauguração contou com a presença do fundador e diretor Alcides Cirillo, de autoridades locais, civis, militares, do cantor Cauby Peixoto, e inúmeros convidados.A exemplo de outras emissoras da região, também precisou de um empurrão político, que foi dado pelo então deputado federal Ulysses Guimarães. Marcou época pelos grandes shows e inúmeros artistas que se apresentavam em seus programas de auditório.Em 1981, foi adquirida pelo empresário Paulo Masci de Abreu, que lhe renomeou para Rádio Difusora do Brasil, e transferiu seus estúdios para São Paulo, em instalações localizadas no Parque do Trote da Vila Guilherme. Em 1.º de outubro de 1985, passou a se chamar Rádio Tupi, utilizando o espólio e o nome outrora pertencentes à emissora fundada em 3 de setembro de 1937 e extinta um ano antes por conta da crise dos Diários Associados.
Em 15 de setembro de 2011, passou a funcionar nos 97,3 FM da Rádio Delta de Atibaia, que estava arrendada à Igreja Pentecostal Deus É Amor. A programação religiosa da Deus é Amor fica agora restrita às AMs na Grande SP e a FM 91,9. Em 16 de setembro passou a se chamar Super Rádio Tupi, tal como a homônima carioca.
Em julho de 2012, os Diários Associados ganharam uma liminar que proíbe o uso do nome Tupi, de sua propriedade, fazendo com que a emissora passe a adotar o nome de Super Rádio. Em setembro, a frequência de 97,3 MHz que transmitia a emissora em FM, passa a exibir uma programação religiosa. Para continuar sendo sintonizada em FM, a emissora agora utiliza a antiga frequência da Scalla FM, 102,9 MHz, sendo que não é possível captar o sinal em algumas regiões por interferências de rádios piratas e da Band Vale FM chegando a dar lugar a Scalla FM retornando no fim de outubro de 2013 a operar no mesmo canal.
Em 19 de dezembro de 2013, a então Super Rádio Tupi mudou o nome fantasia às 19h, passando a se identificar somente como Super Rádio. A emissora perdeu o direito de utilizar o nome Tupi, que pertence aos Diários Associados, grupo de comunicação que administra a homônima Super Rádio Tupi, do Rio de Janeiro. A mudança também atingiu a Tupi FM 104,1 MHz, que em janeiro de 2014 passou a se chamar Top FM.
Na última semana de novembro de 2014, a Super Rádio chegou a encerrar suas atividades, em seu lugar chegou a transmitir a programação nacional da Top FM, diferente da 104,1. Porém em 15 de dezembro de 2014, a Super Rádio retomou suas atividades absorvendo os três comunicadores demitidos da Iguatemi, emissora que suspendeu suas atividades: Kaká Siqueira, João Ferreira e Figueiredo Júnior além de operadores de áudio  e o chefe de jornalismo Anderson França, além do comunicador Cícero Augusto que já estava na rádio. Na semana seguinte a Iguatemi retoma suas atividades em suas frequências de origem (1370 AM e 1520 AM) e a Super Rádio volta a operar em 1150 kHz.
Em 8 de abril de 2018, a Super Rádio volta a transmitir sua programação em FM pela frequência 97,3 MHz no lugar da Rádio Plenitude, adotando assim a transmissão simultânea com o AM 1150. Porém, em 9 de maio encerrou a sua operação em FM, dando lugar à Mais FM. A rádio voltou aos 97,3 MHz em 29 de abril de 2019, mas deixou ela de novo em 23 de maio do mesmo ano, sendo ocupada pela Adore FM.